# Evelina Sašenko
Evelina Sašenko (lengyelül Ewelina Saszenko) (Rūdiškės, 1987. július 26. –) litván–lengyel jazz énekesnő.

## Életrajz
Evelina lengyel-ukrán családba született és már hatévesen elkezdte az éneklést. Egy évvel később vett részt először egy gyermekeknek rendezett énekversenyen, amelyet hatszor is megnyert. Ezután megtanult zongorázni és hegedülni, majd elkezdett franciául is énekelni. Több nemzetközi fesztiválon is díjazták, fellépett többek között Lengyelországban, Németországban és Belgiumban.
2009-ben részt vett egy klasszikus énekeseknek rendezett tévéműsorban, amelyen felfigyelt rá az ország leghíresebb karmestere, Gintaras Rinkevičius, akivel Evelina többször is dolgozhatott.
A 2010-es Eurovíziós nemzeti válogatójuk mezőnyében harmadik helyet szerezte meg, rá egy évre győzni tudott.
2011. február 24-én Evelina a zsűritől és a televotingtól is megszerezte a 12 pontot, így három másik versenytársával együtt bejutott a szuperdöntőbe.
A verseny végén a C’est ma vie című dalával elnyerte a jogot, hogy ő képviselje Litvániát a 2011-es Eurovíziós Dalfesztiválon Düsseldorfban.

## Eurovíziós Dalfesztivál
Az énekesnő már gyermekkorában is figyelemmel követte az Eurovíziós Dalfesztivált, mindig is részt akart venni rajta.
2011. május 10-én lépett fel először, az első elődöntőben a fellépési sorrendben tizenhetedikként, a portugál Homens da Luta A luta é alegria című száma után, azeri Ell/Nikki Running Scared című száma előtt.
2011. május 14-én lépett fel a döntőben negyedikként, a dán A Friend in London New Tomorrow című száma után, és a magyar Wolf Katalin What About My Dreams? című száma előtt. A szavazás során 63 pontot szerzett, ami a tizenkilencedik helyet jelentette a Dalverseny huszonöt fős döntőjében.
Néhány ember szerint úgy hangzik a dal, mintha egy musicalből lenne. Én ezt bóknak veszem. Mindig is úgy gondoltam, hogy a musicalek éneklésében vagyok a legerősebb. A dal kifejezetten az Eurovíziós Dalversenyre készült. Mindig mások a trendek, de szerintem a C’est ma vie egy olyan dal, amelyet a 6 évesek és a 66 évesek is szerethetnek.